# Circuit of the Americas
Circuit of the Americas är en 5,5 kilometer lång racerbana utanför Austin i Travis County, Texas, USA. Banan stod klar 2012 och arrangerade USA:s Grand Prix i Formel 1 den 18 november samma år. MotoGP och V8 Supercars började använda banan från och med 2013. Från 2019 är banan en del av tävlingskalendern i Indycar Series.
Det var i mitten av 2010 som förslaget att bygga banan kom. Den ritades av den tyska arkitekten Hermann Tilke, som även är känd för bland annat Sepang International Circuit, Yas Marina Circuit, Istanbul Park och ombyggnaden av Hockenheimring. Circuit of the Americas är den första banan i USA som är anpassad helt för Grand Prix-racing.

## Historia
Under en presskonferens den 27 juli 2010 avslöjade den tidigare racerföraren Tavo Hellmund planer på att bygga en bana på en ungefär 3,6 kvadratkilometer stor tom yta i sydöstra Travis County i Texas. En stor del av området var tidigare planerat för ett bostadsområde, kallat Wandering Creek. Hellmund berättade även att Red McCombs var den största investeraren i projektet. McCombs ville att banan skulle heta Speed City, men på grund av namnrättigheter, bestämdes det den 12 april 2011 att banan skulle heta just Circuit of the Americas.
I ett avsnitt av programmet Speed Tunnel på Motors TV den 22 augusti 2010, avslöjade Hellmund att banan kommer att bli 5,5 kilometer lång och ha mer än tjugo kurvor (det kom till slut att bli exakt 20 kurvor), med en höjdskillnad på 41 meter (senare 40,5 meter). När den slutgiltiga ritningen var klar den 1 september 2010, visade det sig att banan kommer att ha många inslag från flera europeiska banor. Bland annat har Tilke lagt in ett parti liknande kurvorna Maggotts, Becketts och Chapel från Silverstone Circuit, Hockenheimrings arenakurvor och en kopia av Istanbul Parks kurva åtta. Publikkapaciteten uppskattades till 100 000 personer, med både permanenta och tillfälliga läktare. Kurvorna kommer att bli mycket bredare än på de flesta andra banor, för att möjliggöra flera olika spårval.
Banan godkändes av FIA den 17 december 2010 och byggandet inleddes den 31 samma månad. I juni 2011 fick banan ett bidrag på ungefär 170 miljoner kronor av staten Texas. Banan invigdes 21 oktober 2012. Mario Andretti körde  de första varven i en Lotus 79, samma bil han körde när han blev världsmästare i Formel 1 1978.

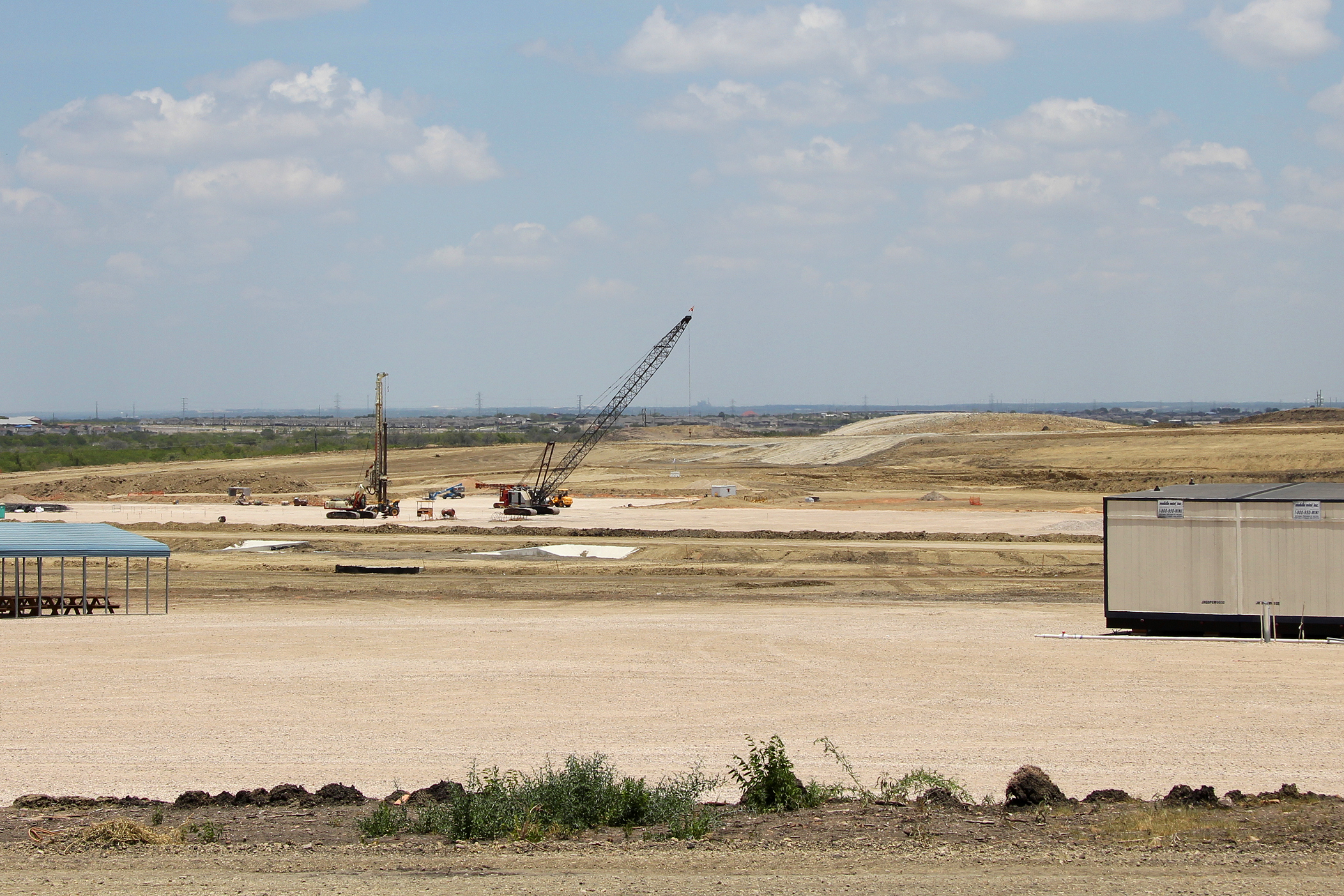
Banan under uppbyggnad den 17 juli 2011.
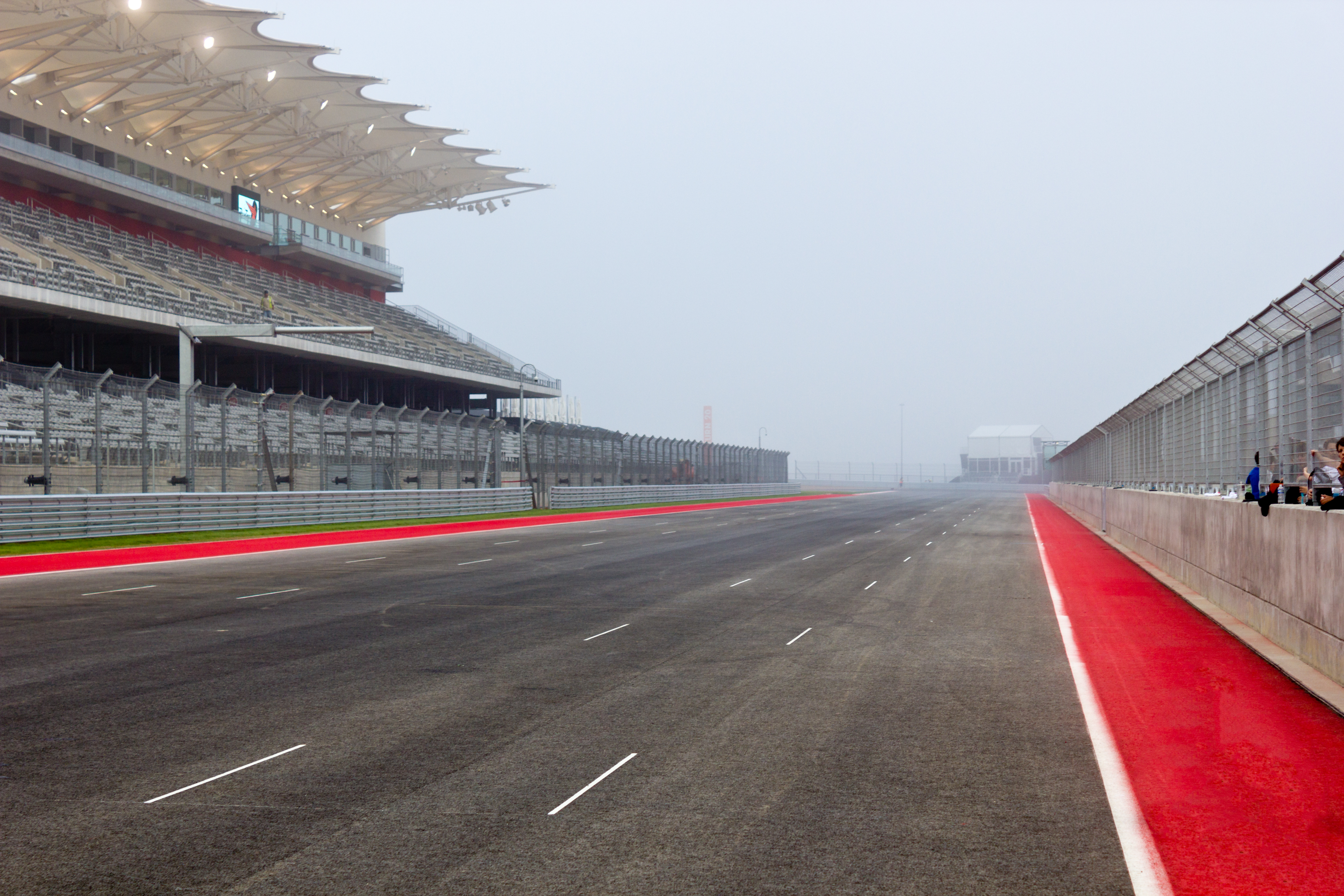
Huvudrakan.
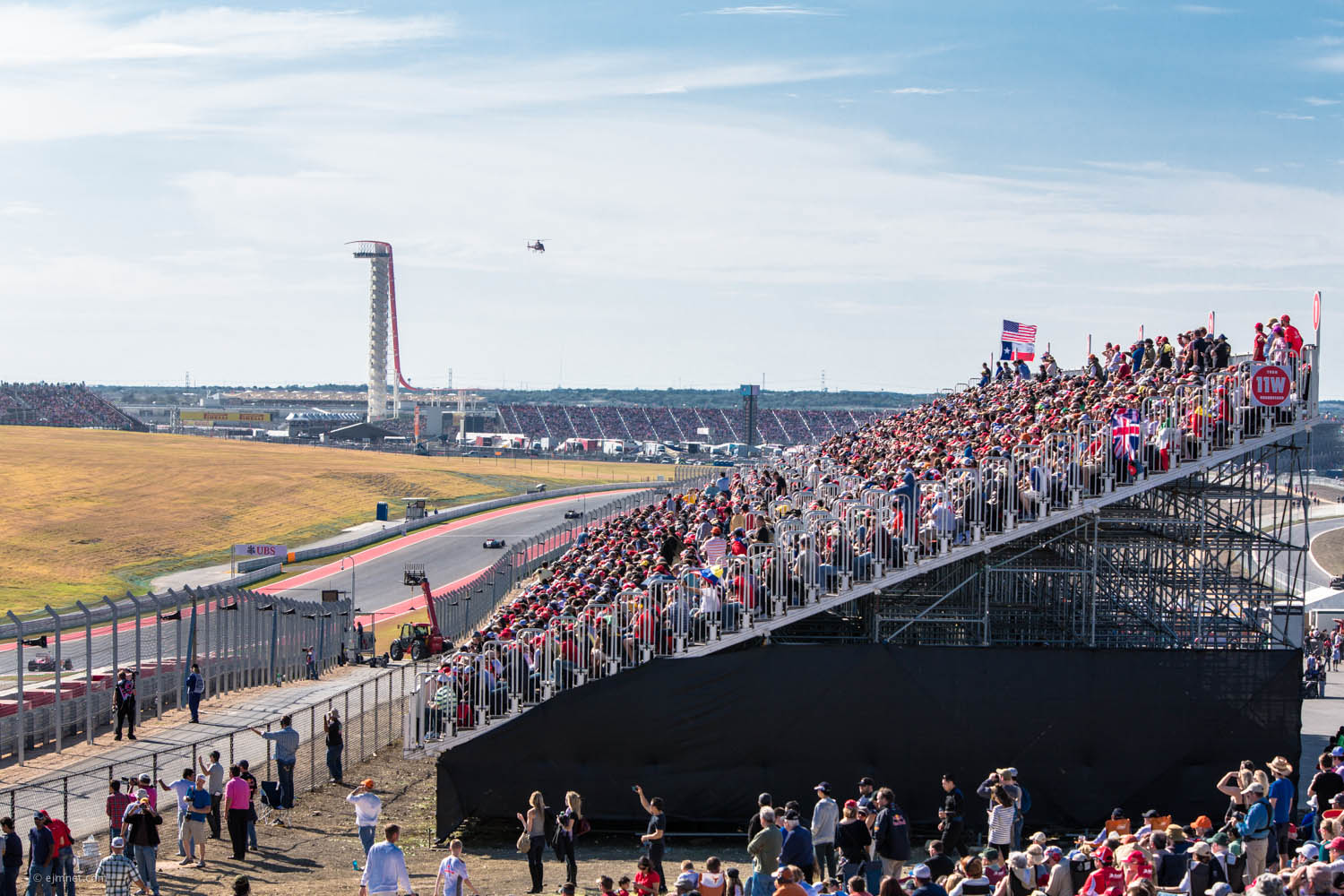
Publik vid kurva 11. USA:s GP 2012.